# Hinzelmann

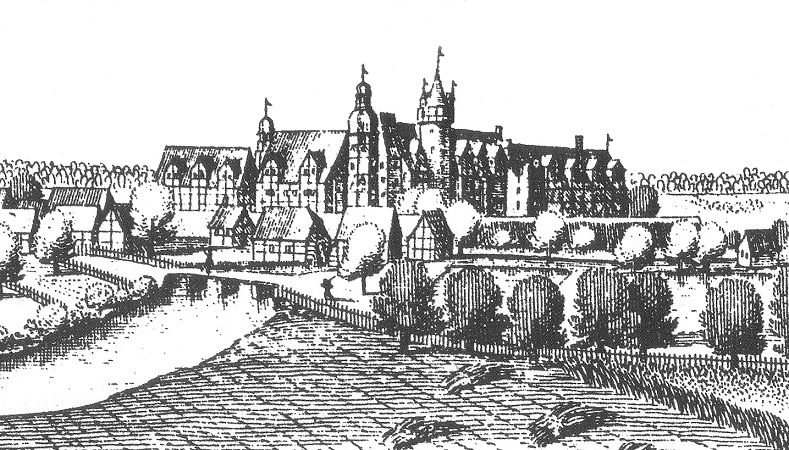
Château de Hudemühlen Merian 1650.

Hinzelmann (ou Lüring) est un kobold des légendes d'Allemagne du Nord. Selon celles-ci, il était un esprit du foyer (du type lutin) ambivalent, semblable à Puck, qui pouvait apporter providence et réaliser les tâches domestiques, mais se révélait malicieux.